# Boris Urbančič
Boris Urbančič [bóris urbánčič], slovenski jezikoslovec, slovenist in bohemist, * 21. december 1913, † 14. avgust 1998.
Njegovi starši so bili učitelji: oče Karel (pozneje je nastal poštni uradnik) in mati Karolina (rojena Lešnjak). Od leta 1941 do 1943, en semester leta 1947 in od 1955 do 1972 je bil lektor za češčino na ljubljanski filozofski fakulteti. Napisal je učbenik Češčina (1980), ki je leta 1997 doživel drugo izdajo, napisano v sodelovanju s češkima jezikoslovcema A. Jedličkom in P. Hauserjem. Dobro je bila sprejeta tudi knjižica Češko-slovenski kulturni stiki (1988 v češčini na Slovenskem, 1995 v Pragi in 1993 v slovenščini).
Njegova največja strast je bilo praktično jezikoslovje oz. jezikovna kultura knjižne slovenščine. Ob izpopolnjevanju v Pragi v študijskem letu 1957–58 se je dodobra seznanil s praško lingvistično šolo. »Šele tu sem dobil zadovoljive odgovore na vprašanja, ki sem jih želel dobiti kot študent slavistike. Odtlej je postalo področje jezikovne kulture v najširšem pomenu besede moje glavno zanimanje. (...) Po vrnitvi iz Prage (...) sem z grozo razkrival često pomanjkanje znanstvenih izhodišč v obravnavanju jezikovnih pojavov v knjižni slovenščini.« Temeljito jih je obdelal v knjigi O jezikovni kulturi (1972), ki je leta 1973 in 1987 doživela še dve predelani in razširjeni izdaji. Njegove razprave so bile tudi predmet nekaterih razprav med ljubiteljskimi in univerzitetnimi jezikoslovci. Veljal je za izrazitega antipurista, kar je tudi dejansko bil, saj se nikakor ni hotel »sprijazniti z že kar nevrotično otrplo, neznanstveno jezikovno nekulturo«.
Praška lingvistična šola in lastna razmišljanja so ga po njegovih besedah pripeljala do spoznanja, da je teorija jezikovne kulture najobjektivnejša in najsprejemljivejša tedaj, če kodificira spontano uveljavljeno splošno rabo izobražencev, ki so v stalnem aktivnem stiku s knjižnim jezikom.